# بی‌شاخ‌دد
بی‌شاخ‌دد (نام علمی: Aceratherium) نام یک سرده از تیره کرگدن است.